# Etikett

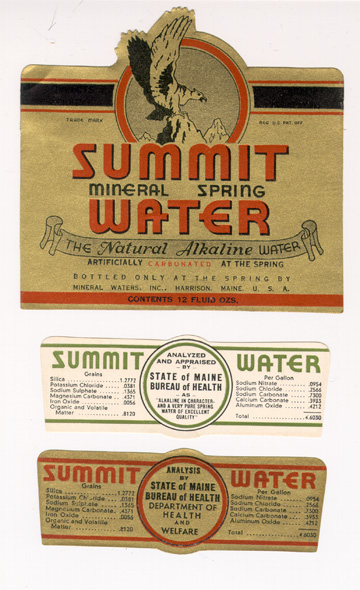
Flaschenetiketten von 1930

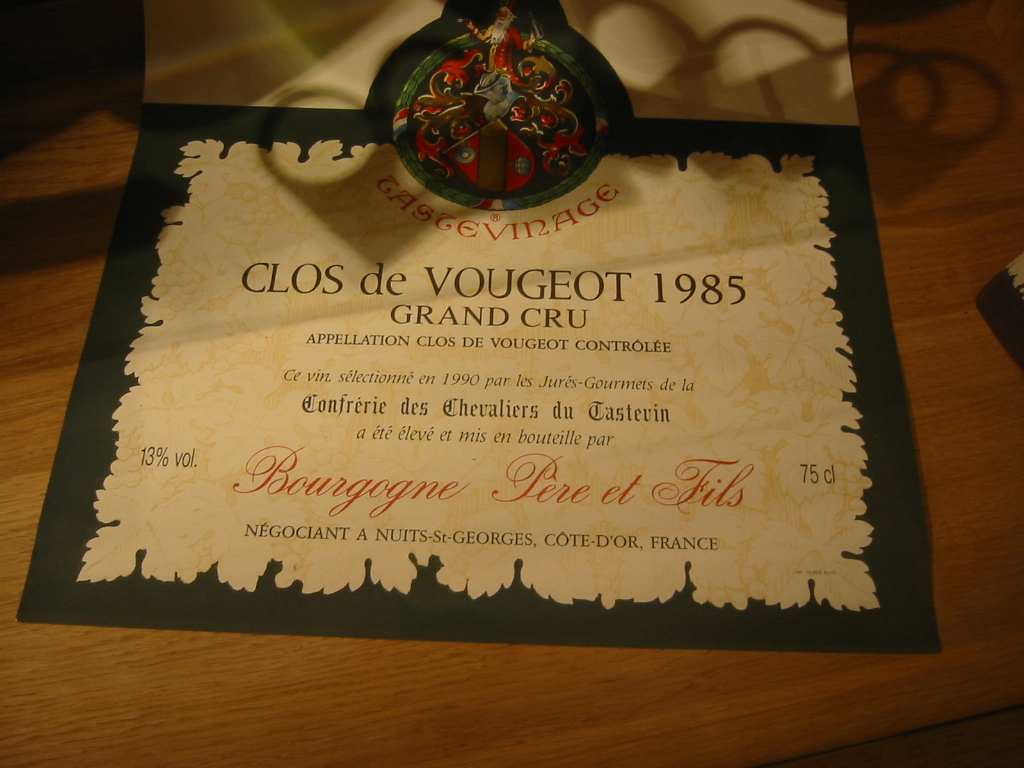
Weinetikett

Ein Etikett (von französisch etiquetter, aus estiquier ‚feststecken‘, ursprünglich Zettel mit Hinweisen im Spanischen Hofzeremoniell, schweizerisch und österreichisch Etikette) ist ein Hinweisschild auf oder an der Verpackung eines Produkts oder dem Produkt selbst. Gelegentlich wird statt des Wortes Etikett auch Label (englisch für Zettel, Schildchen) verwendet.

## Geschichte
Die Oeconomische Encyclopädie von 1858 enthält folgende Darstellung: „Etiquette (sind) bei den Kauf- und Handelsleuten ein Stückchen Papier oder Pergament, welches man an einer Sache anheftet, um sich bei Gelegenheit ihres Preises oder ihrer Güte zu erinnern.“. Des Weiteren führt man aus, dass „…von den Apothekern… ebenfalls solche Etiquetten oder Zettelchen auf die Gläser, Büchsen und Schachteln, zur Unterscheidung der darin befindlichen Arzeneyen und zum Behuf des Gedächtnisses, angeleimet werden.“
Etiketten sind wichtige Belege und Zeugnisse für die Handelsgeschichte und die Entstehung von Markenartikeln.

## Funktion

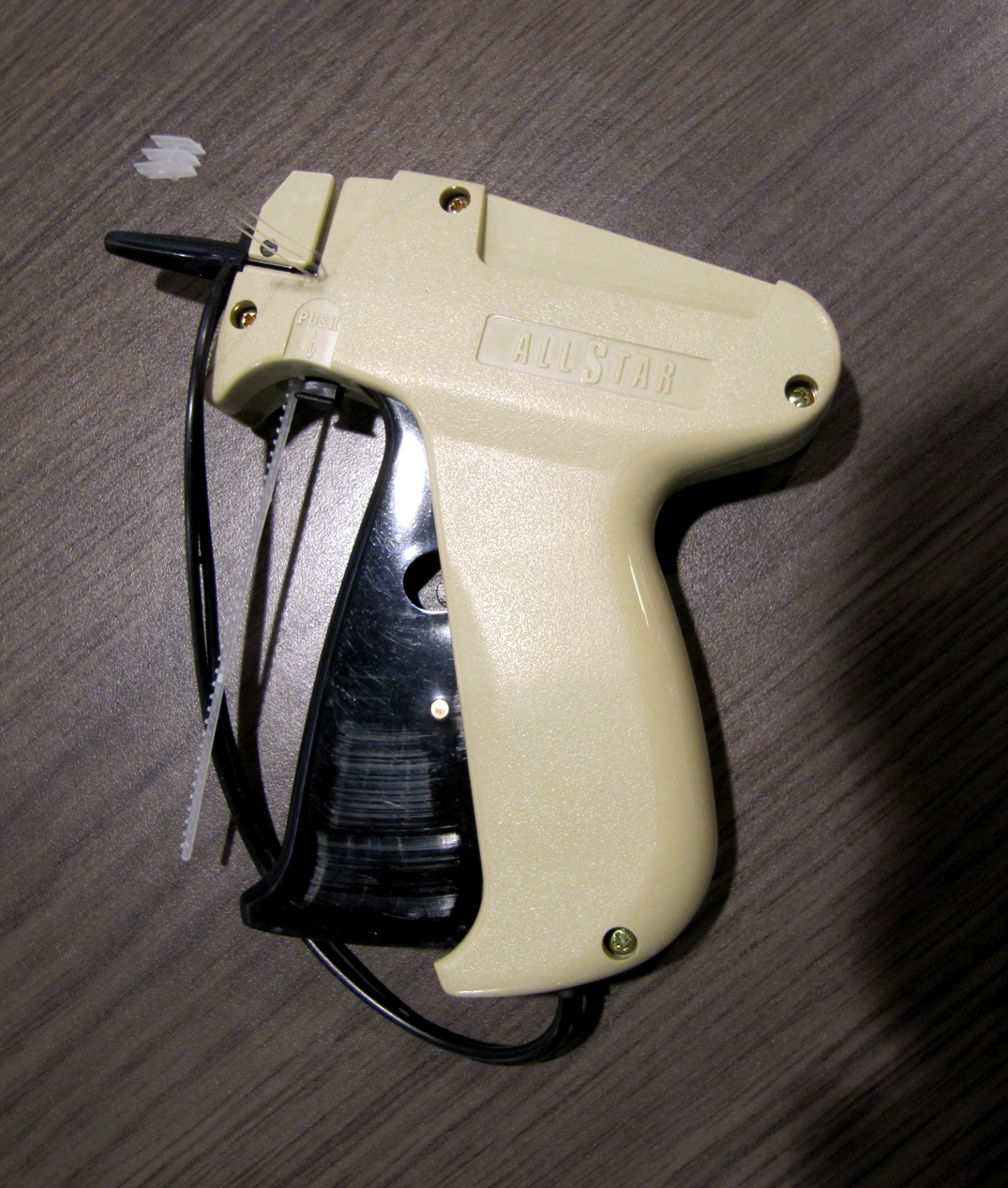
Etikettierpistole „Allstar“, Standard-Modell

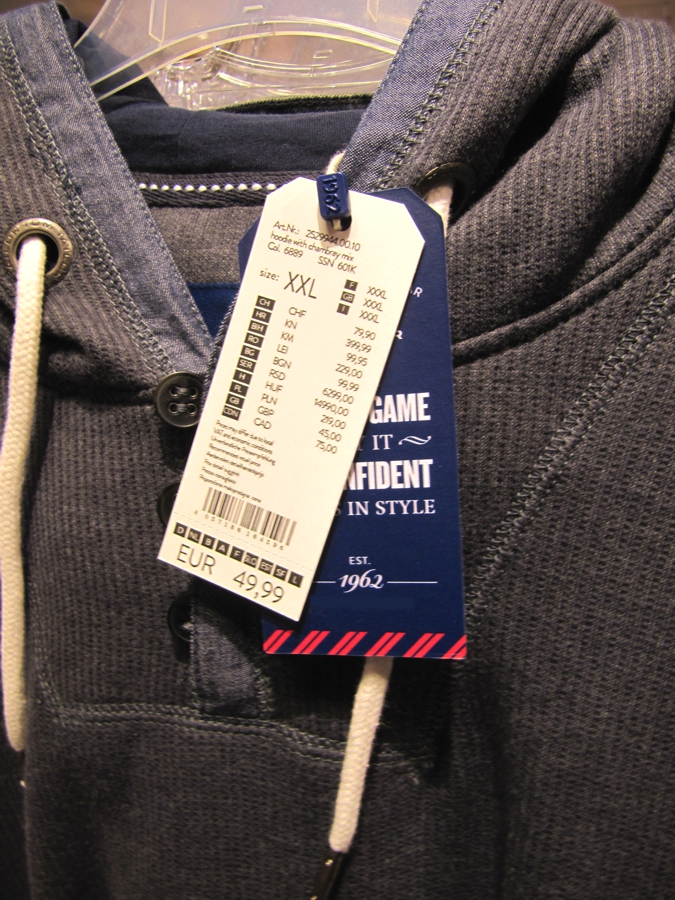
Preis- und Markenetiketten an einem Pullover

Das Etikett kann Angaben über Inhalt, Preis, Adresse, Mindesthaltbarkeitsdatum, Transport- und Gefahrenhinweise sowie Gebrauchsanleitungen wie z. B. Textilpflegesymbole enthalten. Auf Markenartikeln ist das Etikett zudem ein Werbeträger mit Angaben über die Marke. Eine besondere Form ist das Warensicherungsetikett, das im Handel als Maßnahme zur Diebstahlssicherung dient.
Für das Anbringen des Etiketts werden in der Produktion verschiedene Verfahren der Etikettierung verwendet. Selbstklebende Aufkleber bezeichnet man als Klebeetiketten.
Lang haltbare Klebeetiketten mit einheitlichen Schriftbildern (beispielsweise zur Kennzeichnung von elektrischen Leitungen, Schaltern oder Sicherungen) sind mit DYMO-Prägeetiketten möglich. Ein verstellbares Typenrad enthält Stempel, mit denen ein (selbstklebendes) Kunststoffband am Ort der Kennzeichnung individuell weiß hoch geprägt werden kann.
Das tastbare Dreieck warnt seit einigen Jahren Sehbehinderte vor gefährlichem Inhalt in Gefäßen, etwa bei Reinigungsmitteln. Viele Polyethylenflaschen haben dieses Tastzeichen schon in der Herstellung beim Blasen ausgeformt, alternativ wird ein transparentes Tastetikett aufgeklebt.
Es gibt Etiketten, deren Rückseite nach Ablösen oder durch eine transparente Glasflasche hindurch lesbar ist.
Mitunter enthält ein kleines Etikett auf einem kleinen Gebinde zwei Seiten etwa einer Bedienungsanleitung. Ein Eck des vorderen Blatts des Etiketts ist dabei mit einem Umblättern-Symbol gekennzeichnet. Hier kann ein Eck des vorderen Blatts angehoben werden und es öffnen sich 2 lesbare Seiten. Typisch auf kleinen Plastikflaschen von Fleckenentferner.

## Verwendungspflicht
Zahlreiche Gesetze und Verordnungen in Deutschland schreiben ausdrücklich die Verwendung von Etiketten als Verbraucherschutz vor, so z. B. bei Wein in § 47 Weinverordnung, bei Saatgut in § 29 Saatgutverordnung, bei Textilien in § 9 Textilkennzeichnungsgesetz.

## Weitergehende Bedeutung
Im übertragenen Sinn wird der Begriff Etikett verwendet für eine Belegung bestimmter Begriffe, Gruppen, Sachverhalte usw. mit einer geläufigen Kurzbezeichnung, die mit positiven oder negativen Assoziationen verbunden wird. Ein Beispiel ist die Etikettierung einzelner Personen, Parteien oder Organisationen in der Politik als „links“ oder „rechts“. Eine Etikettierung in diesem Sinn führt leicht zu einer Vereinfachung von komplexeren Hintergründen und zur Vorurteilsbildung oder Stigmatisierung.